# Турецкий (хутор)
Турецкий (вариант названия Турковский, Турчанский) — бывший хутор в Бабаюртовском районе Дагестана. Входил в состав Кутанаульского сельсовета. В 1939 году все население переселено в село Некрасовка, а хутор ликвидирован.

## Географическое положение
Располагался на правом берегу рукава реки Терек — Кордонки, напротив нынешнего села Некрасовка.

## История
Хутор образован в 1932 году, по всей видимости переселенцами казаками-некрасовцами, которыми по реке Кордонке было основано несколько хуторов: Некрасовка, Новая Надежда, Турецкий, Кордоновка № 1 и Кордоновка № 2. По данным на 1939 год хутор состоял из 12 хозяйств, в том числе 3 колхозных и 8 единоличных. Хутор являлся отделением колхоза имени Фрунзе села Некрасовка. На основании постановления СНК ДАССР от 14 августа 1939 г. «О сселении хуторских населённых пунктов колхозов Бабаюртовского района в их основные населённые пункты» все население хуторов Турецкий, Кордоновка № 1 и Кордоновка № 2 было переселено на центральную усадьбу колхоза в село Некрасовка.

## Население
По данным на начало 1939 года на хуторе проживало 46 человек, в том числе 23 мужчины и 23 женщины.